# Étienne Polverel
Pour les articles homonymes, voir Polverel.
Ne doit pas être confondu avec Étienne de Polverel.
Étienne Polverel ou de Polverel (1738-1795) fut, avec Léger-Félicité Sonthonax, un des premiers abolitionnistes de l'esclavage en France. En tant que commissaires civils de la République à Saint-Domingue, les deux hommes prirent cette décision de façon unilatérale en août 1793 face à la révolution des esclaves de la colonie. C'est en l'avalisant que la Convention décida l'abolition générale le 4 février 1794.

## Biographie
Il est né vers 1738 à Brive. Il est le fils d'Etienne Polverel (vers 1695-1775 Brive), avocat, et de Jeanne de Pascarel (vers 1762-1767 Brive) qui s'étaient mariés en 1723 à Objat. Il a plusieurs frères et sœurs dont Pierre, qui devient religieux.   
En 1766, il épouse Jeanne Julie Bousquet, fille de Pierre Bousquet "bourgeois et négociant" et de Jeanne Delort, habitants des Chartrons. De leur union, naissent à Bordeaux quatre enfants : Jeanne Agathe née le 3 février 1769; François né le 26 décembre 1771 ; Nicolas Alexis né le 9 mars 1773 et mort à Paris en janvier 1787; et Jeanne Hélène née le 24 janvier 1776.  
Il est avocat à Bayonne, puis à Bordeaux. À la suite de tensions avec les magistrats du parlement de Bordeaux, il devient avocat au parlement de Paris en 1780.   
En 1771, il est initié Franc-maçon dans la loge L'Amitié de Bordeaux.   

### Au service de la Navarre

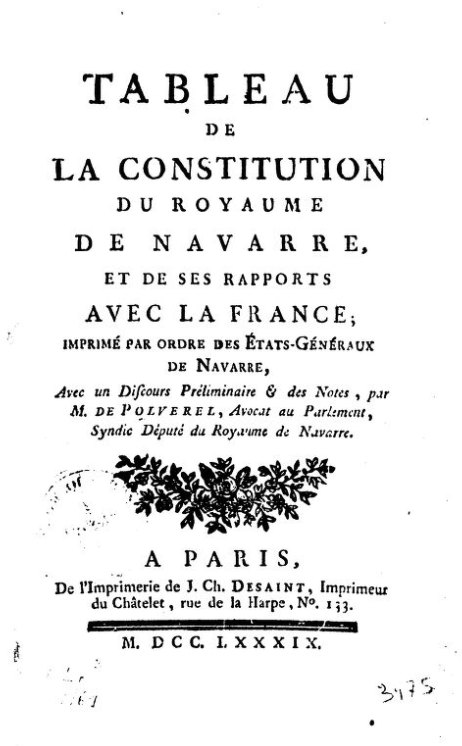
Tableau de la Constitution du Royaume de Navarre, redigé et defendu par Polverel (1789)

Dans les années 1780 il est introduit par le marquis d'Olhonce dans les affaires politiques du royaume de Navarre. Il se trouve ainsi chargé par les États de Navarre de démontrer au roi Louis XVI (Louis V de Navarre), sur le plan juridique et historique, qu'en Navarre la terre avait été de tout temps libre de toute redevance, de toute servitude. Le résultat de ses recherches fut publié sous le titre "Mémoire à consulter sur le franc-alleu du Royaume de Navarre" (Paris, 1784) où il insiste sur l'indépendance du royaume, uni sur un pied d'égalité avec la France. Pour le récompenser de la qualité de son travail, il fut reçu, exceptionnellement et par dérogation, dans l'ordre de la noblesse aux États de Navarre.
Au début de la Révolution française, Polverel fut à nouveau chargé par les États de Navarre, avec le titre de syndic, de défendre l'indépendance du royaume de Navarre face aux atermoiements de Louis XVI/Louis V (qui n'avait toujours pas prêté serment depuis son avènement) et aux intentions menaçantes de la nouvelle Assemblée  nationale française. À Paris, les députés navarrais refusant de se fondre dans une assemblée étrangère, ce fut le syndic Polverel qui fit lecture à la tribune d'un texte revendiquant cette indépendance et la défense du maintien du titre de roi de Navarre. Le sort de la Navarre fut cependant brusquement réglé par l'Assemblée nationale quand elle eut voté la suppression du titre de roi de Navarre pour ne laisser subsister que celui de roi des Français (12 octobre 1789).
C'est dans ce contexte qu'il fit publier le "Tableau de la Constitution du Royaume de Navarre et de ses rapports avec la France" (Paris, 1789), ouvrage de référence sur les institutions navarraises.

### Au service de la France

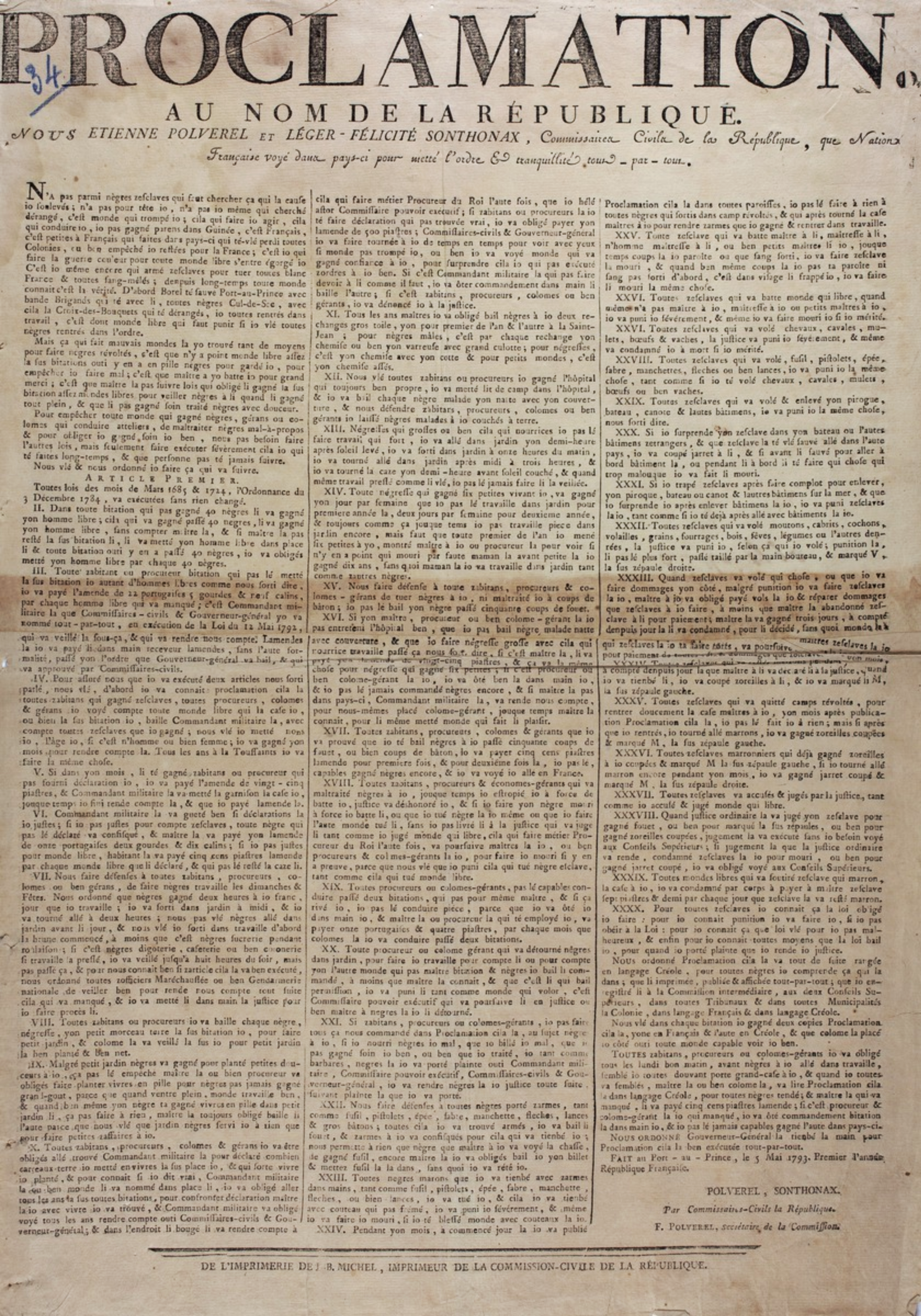
Proclamation au nom de la République (en créole) par Étienne Polverel et Léger-Félicité Sonthonax, Commissaires civils de la République, Port-au-Prince le 5 mai 1793

La disparition de fait des États de Navarre ayant laissé Polverel sans employeur, celui-ci entra en 1790 au club des Jacobins et en devint secrétaire. Il s'y associa aux ennemis des colons, notamment Brissot et  Sonthonax. Au début de 1791, il devint accusateur public au tribunal du 1er arrondissement de Paris ; en juin 1792, membre du conseil général de la Commune de Paris. Le 25 septembre 1791, après la révocation la veille du décret du 15 mai 1791 en faveur de  l'égalité des Blancs et des Noirs, il demanda et obtint la radiation définitive de ses instigateurs : Barnave, Alexandre,  Charles de Lameth, Goupil de Préfelne et Adrien Duport.   
Devant la révolte des esclaves du Nord de Saint-Domingue, les Brissotins — ou Gironde ; Girondins — convainquirent l'Assemblée législative de voter le décret du 24 mars 1792 et le firent sanctionner par le roi ainsi que l'exigeait la constitution de 1791. Ce fut la loi du 4 avril 1792 qui reconnaissait l'égalité de tous les libres de couleur (mulâtres et affranchis) et des blancs. Pour la faire appliquer auprès des colons récalcitrants, l'assemblée décida l'envoi d'une troupe de 6000 hommes et d'une commission civile aux très importants pouvoirs. Polverel et Sonthonax en furent membres.
Les commissaires imposèrent l'égalité en ayant recours à la force. Ils abolirent les assemblées coloniales exclusivement composées de blancs et créèrent des commissions et des municipalités mixtes. Les colons se révoltèrent. Ils furent d'abord matés mais s'allièrent à  l'Angleterre et l'Espagne qui, après l'exécution de Louis XVI en 1793, étaient entrées en guerre contre la France. Avec l'appui de nombreux blancs, anglais et espagnols occupèrent en quelques mois la plus grande partie de la colonie. Le 21 juin, face à une révolte au Cap-Français à laquelle prenait même part le gouverneur Galbaud ; Sonthonax et Polverel promirent la liberté à tous les esclaves qui combattraient pour la République française. La situation se renversa. La ville fut pillée et incendiée et dix mille colons prirent la fuite. 
Responsable de la province de l'Ouest, Polverel vint à envisager l'émancipation de tous les esclaves. Face à la nécessité de remettre en marche l'économie, il proclama le 21 septembre 1793 dans l'Ouest et le Sud, l'affranchissement de tous les esclaves « à la seule condition de s'engager à continuer de travailler à l'exploitation des habitations ».
Dans la province du Nord, Sonthonax décréta l'abolition générale le 29 août 1793. En septembre et octobre, les deux commissaires généralisaient cette décision à toute la colonie.
Ils firent porter leurs décrets à Paris par trois hommes : un mulâtre, Jean-Baptiste Mills, un blanc, Louis-Pierre Dufay et un noir, Jean-Baptiste Belley. Devant leur présentation le 4 février 1794, la Convention, enthousiaste, vota l'Abolition de l'esclavage dans les colonies françaises.
Dans un premier temps cette décision ne permit toutefois pas de rallier à la République l'ensemble des esclaves révoltés. Ce ne sera qu'en mai 1794 que Toussaint Louverture et ses troupes qui combattaient aux côtés des Espagnols, feront volte-face et refouleront en quelques mois les Espagnols.
Les partisans des colons à Paris avaient profité de la situation militaire désastreuse pour plaider contre l'arbitraire des commissaires civils auprès de la Convention. Le Comité de salut  public soupçonnant Polverel et Sonthonax de travailler pour la Gironde, les deux hommes furent mis en accusation en juillet 1793. Le décret partit finalement en avril 1794, mais conditionné sur demande des trois députés de Saint-Domingue (Dufay, Mills et Belley) par la nomination de commissaires antiesclavagistes et l'éviction de la commission d'un créole esclavagiste, Simondes. Il arriva dans la ville de Jacmel où se repliait l'armée républicaine face à l'avancée des troupes britanniques. Les deux commissaires durent quitter l'île le 14 juin 1794. Ils accostèrent au Havre deux jours après l'exécution de Robespierre et furent ainsi vraisemblablement sauvés de la guillotine.
Polverel était tombé malade à Saint-Domingue. Il ne vit pas la fin de son procès (que Sonthonax gagna) et décéda à Paris le 6 avril 1795 dans le dénuement.